# Condado de Rivadavia
El condado de Rivadavia es un título nobiliario español creado el 20 de abril de 1478 por los Reyes Católicos a favor de Bernardino Pérez Sarmiento, II conde de Santa Marta, hijo ilegítimo, después legitimado, de Diego Pérez de Sarmiento y Manrique, I conde de Santa Marta.
Su denominación hace referencia al municipio orensano de Ribadavia, de donde tomó el nombre el «condado de Ribadavia», actualmente «condado de Rivadavia».

## Condes de Rivadavia

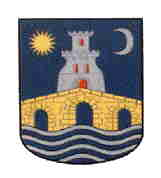
Escudo de Ribadavia,(provincia de Orense), de donde toma el nombre el condado de Rivadavia

|                                  | Titular                                                            | Periodo                          |
| Creación por los Reyes católicos | Creación por los Reyes católicos                                   | Creación por los Reyes católicos |
| -------------------------------- | ------------------------------------------------------------------ | -------------------------------- |
| I                                | Bernardino Pérez Sarmiento                                         | 1478-1522                        |
| II                               | Francisca Sarmiento y Pimentel                                     | 1522-1530                        |
| III                              | María Sarmiento y Pimentel                                         | 1530-1555                        |
| IV                               | Diego Sarmiento de Mendoza                                         | 1544-¿?                          |
| V                                | Luis Sarmiento de Mendoza y Castro                                 | ¿?-1572                          |
| VI                               | Leonor Sarmiento de Mendoza                                        | 1572-1581                        |
| VII                              | María de Mendoza y Sarmiento                                       | 1581-1587                        |
| VIII                             | Álvaro Sarmiento de los Cobos                                      | 1587-1607                        |
| IX                               | Diego Sarmiento de Mendoza y Zúñiga                                | 1607-1614                        |
| X                                | Manuel Sarmiento de los Cobos y Mendoza                            | 1614-1662                        |
| XI                               | Álvaro Sarmiento de los Cobos y Portocarrero                       | 1662-1704                        |
| XII                              | Miguel Baltasar Sarmiento de los Cobos y Velasco                   | 1704-1715                        |
| XIII                             | Diego Sarmiento de Mendoza y Velasco                               | 1715-1776                        |
| XIV                              | Domingo Francisco Gayoso de los Cobos                              | 1779-1803                        |
| XV                               | Joaquín Gayoso de los Cobos y Bermúdez de Castro                   | 1803-1849                        |
| XVI                              | Francisco de Borja Gayoso Téllez-Girón de los Cobos                | 1849-1860                        |
| XVII                             | Jacobo María Sarmiento de Mendoza Gayoso de los Cobos Téllez-Girón | 1860-1871                        |
| XVIII                            | Ignacio Fernández de Henestrosa Gayoso de los Cobos                | 1880-1948                        |
| XIX                              | Ignacio Medina y Fernández de Córdoba                              | 2003-actual titular              |

## Historia de los condes de Rivadavia
- Bernardino Pérez Sarmiento (circa|c. 1452-Valladolid, 1522), I conde de Rivadavia y II conde de Santa Marta,[1] hijo ilegítimo de Diego Pérez Sarmiento, I conde de Santa Marta y de una esclava llamada Úrsula. Fue legitimado en 1457 por el rey Enrique IV.[1]

Casó, el 22 de mayo de 1473, con María Pimentel de Castro, hija de Juan Pimentel, señor de Allariz, y de Juana de Castro, señora de Valdeorras y Manzaneda en Galicia. Le sucedió su hija:
- Francisca Sarmiento y Pimentel (m. 1530), II condesa de Rivadavia.[2][1]

Casó, en 1491, con Enrique Enríquez de Velasco, adelantado de Galicia y II conde de Melgar, hijo de Alonso Enríquez de Quiñones, almirante de Castilla y de María de Velasco. Sin descendientes. Le sucedió su hermana:
- María Sarmiento y Pimentel (m. 1544), III condesa de Rivadavia.[2]

Casó con Juan Hurtado de Mendoza y Pereira de Noronha, hijo de Ruy Díaz de Mendoza, maestresala de la reina Isabel I. Le sucedió su hijo:
- Diego Sarmiento de Mendoza, IV conde de Rivadavia.[2]

Casó, en Valladolid en 1523, con Leonor de Castro y Portugal. Le sucedió su hijo:
- Luis Sarmiento de Mendoza y Castro (1536-1572), V conde de Rivadavia[2] y adelantado de Galicia.

Casó con María de Moscoso Osorio y Toledo, hija de Álvaro Lope de Moscoso y Osorio, IV conde de Altamira. Le sucedió su hija:
- Leonor Sarmiento de Mendoza (m. 1581),VI condesa de Rivadavia.[2]

Casó con su primo, Diego de los Cobos y Mendoza. Sin descendientes. Le sucedió la hermana del cuarto conde que, a la vez, era su suegra:
- María Sarmiento de Mendoza y Pimentel (Castrojeriz, 1508-Valladolid, 10 de febrero de 1587), VII condesa de Rivadavia.[2]

Casó, en Valladolid el 20 de octubre de 1522, con Francisco de los Cobos y Molina, I señor de Sabiote, señor de Ximena, Torres, Vellisca y Recena y caballero de la Orden de Santiago. Por sentencia judicial tuvo que entregar el título al hijastro de la sexta condesa (hijo de Diego de Cobos y Hurtado de Mendoza, I marqués de Camarasa, y de su primera esposa Francisca Luisa de Luna ) el que, a la vez, era su nieto:
- Álvaro Sarmiento de los Cobos y Luna (m. 1607), VIII conde de Rivadavia,[2] caballero de la Orden de Santiago y adelantado de Galicia.[2]

Casó con Luisa de Zúñiga. Le sucedió su hijo:
- Diego Sarmiento de Mendoza y Zúñiga (m. 1614), IX conde de Rivadavia,[2] adelantado de Galicia, señor de Mucientes, Valdeorras y Manzaneda.

Casó, siendo su primer marido, con Isabel de Mendoza y Manrique VII condesa de Castrojeriz, hija de Gómez de Mendoza y Manrique, VI conde de Castrojeriz, I conde de Villazopeque. Le sucedió su hijo:
- Manuel Sarmiento de los Cobos y Mendoza, (m. 21 de junio de 1688), X conde de Rivadavia,[5] I duque de Sabiote ad personam,  IV marqués de Camarasa,[4] IV conde de Ricla, VIII conde de Castrojeriz y VII señor de Villazopeque.[5]

Casó en primeras nupcias con María Teresa de Sotomayor y Lima, III condesa de Crecente. Sin descendientes. Contrajo un segundo matrimonio con Isabel Portocarrero y Luna, hija de Cristóbal Portocarrero, III conde de Montijo y de Ana de Luna y Enríquez II condesa de Fuentidueña y II marquesa de Valderrábano. En 1692, le sucedió, de su segundo matrimonio, su hijo:
- Álvaro Sarmiento de los Cobos y Portocarrero (1657-1704), XI conde de Rivadavia.[6]

Casó, el 18 de septiembre de 1694, en Madrid, con María Leonor Fernández de Córdoba y Bazán, hija de Miguel Fernández de Córdoba y Alagón, I marqués de Peñalba. Sin descendencia, le sucedió, su sobrino, hijo de su hermano Baltasar Sarmiento de los Cobos y Portocarrero, V marqués de Camarasa, etc., y de Isabel de Velasco y Carvajal:
- Miguel Baltasar Sarmiento de los Cobos y Velasco (m. 16 de mayo de 1733), XII conde de Rivadavia,[6] VI marqués de Camarasa,[4] VI conde de Ricla, X conde de Castrojeriz y IX señor de Villazoqpeque.[6]

Casó, en 1722, con Juliana Paulina de Palafox y Centurión, hija de Juan Antonio de Palafox y Zúñiga, V marqués de Ariza y VIII marqués de Guadalest, y de Francisca Centurión de Córdoba y Mesía, V marquesa de Armunia, VIII marquesa de La Guardia y condesa de Santa Eufemia. «Al suceder en la casa de Camarasa, incompatible con la de Ribadavia por el señorío de Sabiote»,  le sucedió su hermano:
- Diego Sarmiento de Mendoza y Velasco (m. 1776), XIII conde de Rivadavia,[6]  conde de Castrojeriz y VII conde de Villazopeque. Sin descendientes. Le sucedió el nieto de Tomás Sarmiento de los Cobos y Luna, hermano del XI conde de Rivadavia:

- Domingo Gayoso de los Cobos (Torre de Junqueras, La Puebla del Caramiñal, La Coruña 3 de octubre de 1736-4 de septiembre de 1803),[7] XIV conde de Rivadavia,[6] IX conde de Amarante, IV marqués de San Miguel das Penas y la Mota,[6] IV marqués de la Puebla de Parga, XI marqués de Camarasa,[4] IX conde de Ricla,[6] XV conde de Castrojeriz, estos últimos títulos heredados de dos de sus tíos maternos.[8]

Se casó el 8 de junio de 1771 con Ana Gertrudis Bermúdez de Castro (Betanzos, febrero de 1742-Madrid, 30 de diciembre de 1799), hija de Diego Luis Bermúdez de Castro Fajardo y Andrade (1698-27 de junio de 1771), señor de la fortaleza de Gondar y del pazo de Montecelo, y de su esposa, María Ignacia Taboada Mariño y Proaño (1704-1780). Le sucedió su hijo:
- Joaquín María Gayoso de los Cobos y Bermúdez de Castro (La Coruña, agosto de 1778-6 de mayo de 1849),[8] XV conde de Rivadavia,[6] X conde de Amarante,[11] V marqués de San Miguel das Penas y la Mota,[6] V marqués de la Puebla de Parga,[7] XII marqués de Camarasa[12] y X conde de Ricla.[6]

Casó el 21 de diciembre de 1800 con María Josefa Téllez-Girón y Pimentel (m. 11 de noviembre de 1817), hija de los IX duques de Osuna, Pedro Téllez-Girón y Pacheco y su esposa María Josefa Pimentel y Téllez-Girón. Le sucedió su hijo:
- Francisco de Borja Gayoso de los Cobos y Téllez-Girón (m. 25 de febrero de 1860), XVI conde de Rivadavia,[13] XI conde de Amarante, XIII marqués de Camarasa,[12] XI conde de Ricla, XVII conde de Castrojeriz, VI marqués de la Puebla de Parga,[14] prócer del reino y senador vitalicio.[15]

Sin descendencia, le sucedió su hermano:
- Jacobo María Gayoso de los Cobos y Téllez-Girón (Santiago de Compostela, 14 de septiembre de 1816-París, 20 de diciembre de 1871), XVII conde de Rivadavia,[16] XII conde de Amarante,[17] XIV marqués de Camarasa,[12] XII conde de Ricla,[17] XVIII conde de Castrojeriz, VII marqués de Puebla de Parga[17] y senador vitalicio.[12][18]

Contrajo matrimonio el 30 de junio  de 1853 con Ana María del Carmen de Sevilla y Villanueva Sousa (¿? Nueva York-Madrid, 12 de abril de 1866), dama noble de la Orden de María Luisa en 1854, hija de Jerónimo de Sevilla y León III marqués de Negrón y de María Francisca de Villanueva y Zaldívar, dama de María Luisa en 1841. Le sucedió, de su hija Francisca de Borja Gayoso de los Cobos y Sevilla, XV marquesa de Camarasa, XIX condesa de Castrogeriz, XIII condesa de Ricla, VIII marquesa de la Puebla de Prga y VII marquesa de San Miguel das Penas y la Mota, casada con Ignacio Fernández de Henestrosa y Mioño, XII marqués de Cilleruelo y X conde de Moriana del Río , el hijo de ambos, por tanto su nieto:
- Ignacio Fernández de Henestrosa y Gayoso de los Cobos (Madrid, 30 de abril de 1880-Los Ángeles, 10 de noviembre de 1948), XVIII conde de Rivadavia,[20] XIV conde de Amarante,[20] XVI marqués de Camarasa, XX conde de Castrojeriz, XIV conde de Ricla,[20] VIII marqués de San Miguel das Penas y la Mota (rehabilitación 1931),[20] III duque de Plasencia.[22]

Casó en Madrid el 7 de junio de 1918 con Blanca Pérez de Guzmán y Sanjuán.  Fueron padres de un hijo, Ignacio Fernández de Henestrosa y Pérez de Guzmán que falleció antes que su padre sin haber tenido descendencia. Le sucedió su sobrino nieto, hijo de María Victoria Eugenia Fernández de Córdoba-Figueroa y Fernández de Henestrosa, XVIII duquesa de Medinaceli —hija de su hermana Ana María que casó con Luis Fernández de Córdoba Figueroa de la Cerda, XVII duque de Medinaceli—, y de Rafel Medina y Villalonga:
- Ignacio Medina y Fernández de Córdoba (n. Sevilla, 23 de febrero de 1947), XIX conde de Rivadavia,[24][25] XIX duque de Segorbe, XII conde de Moriana del Río,[26] XXIII (LIV) conde de Ampurias[26] y XVI conde de Ricla.[27]

Casó en primeras nupcias, en 1976, con María de Mercedes Maier y Allende, matrimonio que fue anulado.  Contrajo un segundo matrimonio, el 24 de octubre de 1985, en Sevilla, con María de la Gloria de Orleans-Braganza de quien tuvo dos hijas, Sol María de la Blanca de Medina y Orleáns-Braganza (n. 1986), condesa de Ampurias, y Ana Luna de Medina y Orleáns-Braganza (n. 1988), XVII condesa de Ricla.